# Microregione di Rio Preto da Eva
Rio Preto da Eva è una microregione dello Stato di Amazonas in Brasile, appartenente alla mesoregione di Centro Amazonense.

## Comuni
Comprende 2 municipi:
- Presidente Figueiredo
- Rio Preto da Eva